# Grenada op de Olympische Zomerspelen 2008
Grenada nam deel aan de Olympische Zomerspelen 2008 in Peking, China.
Grenada debuteerde op de Zomerspelen in 1984 en deed in 2008 voor de zevende keer mee. Net als bij de vorige zes deelnames won Grenada geen medaille.

## Deelnemers en resultaten

### Atletiek
| Olympiër              | Discipline             | Resultaat | Prestatie                                                   |
| --------------------- | ---------------------- | --------- | ----------------------------------------------------------- |
| Alleyne Francique     | 400m (m)               | 34e       | serie 5: 6de in 46,15                                       |
| Joel Phillip          | 400m (m)               | 38e       | serie 6: 6de in 46,30                                       |
| Randy Lewis           | hink-stap-springen (m) | 15e       | kwalificatie groep B: 6de met 17,06m                        |
|                       |                        |           |                                                             |
| Sherry Fletcher       | 100m (v)               | 40e       | serie 2: 5de in 11,65                                       |
| Allison George        | 200m (v)               | 31e       | serie 6: 6de in 23,45 kwartfinale 4: 8ste in 23,77          |
| Trish Bartholomew     | 400m (v)               | 33e       | serie 6: 5de in 52,88                                       |
| Neisha Bernard-Thomas | 800m (v)               | 21e       | serie 4: 5de in 2.00,09 (NR) halve finale 3: 7de in 2.01,84 |
| Patricia Sylvester    | verspringen (v)        | 21e       | kwalificatie groep A: 11de met 6,44m                        |

### Boksen
| Olympiër      | Discipline | Resultaat | Prestatie                           |
| ------------- | ---------- | --------- | ----------------------------------- |
| Rolande Moses | -67kg (m)  | 17e       | 1ste ronde: V van BAH Johnson: 3-18 |

Afghanistan · Albanië · Algerije · Amerikaanse Maagdeneilanden · Amerikaans-Samoa · Andorra · Angola · Antigua en Barbuda · Argentinië · Armenië · Aruba · Australië · Azerbeidzjan · Bahama's · Bahrein · Bangladesh · Barbados · België · Belize · Benin · Bermuda · Bhutan · Bolivia · Bosnië en Herzegovina · Botswana · Brazilië · Britse Maagdeneilanden · Bulgarije · Burkina Faso · Burundi · Cambodja · Canada · Centraal-Afrikaanse Republiek · Chili · China · Chinees Taipei · Colombia · Comoren · Congo-Brazzaville · Congo-Kinshasa · Cookeilanden · Costa Rica · Cuba · Cyprus · Denemarken · Djibouti · Dominica · Dominicaanse Republiek · Duitsland · Ecuador · Egypte · El Salvador · Equatoriaal-Guinea · Eritrea · Estland · Ethiopië · Fiji · Filipijnen · Finland · Frankrijk · Gabon · Gambia · Georgië · Ghana · Grenada · Griekenland · Groot-Brittannië · Guam · Guatemala · Guinee · Guinee‑Bissau · Guyana · Haïti · Honduras · Hongarije · Hongkong · Ierland · IJsland · India · Indonesië · Irak · Iran · Israël · Italië · Ivoorkust · Jamaica · Japan · Jemen · Jordanië · Kaaimaneilanden · Kaapverdië · Kameroen · Kazachstan · Kenia · Kirgizië · Kiribati · Koeweit · Kroatië · Laos · Lesotho · Letland · Libanon · Liberia · Libië · Liechtenstein · Litouwen · Luxemburg · Macedonië · Madagaskar · Malawi · Malediven · Maleisië · Mali · Malta · Marshalleilanden · Marokko · Mauritanië · Mauritius · Mexico · Micronesië · Moldavië · Monaco · Mongolië · Montenegro · Mozambique · Myanmar · Namibië · Nauru · Nederland · Nederlandse Antillen · Nepal · Nicaragua · Nieuw-Zeeland · Niger · Nigeria · Noord-Korea · Noorwegen · Oeganda · Oekraïne · Oezbekistan · Oman · Oostenrijk · Oost‑Timor · Pakistan · Palau · Palestina · Panama · Papoea-Nieuw-Guinea · Paraguay · Peru · Polen · Portugal · Puerto Rico · Qatar · Roemenië · Rusland · Rwanda · Saint Kitts en Nevis · Saint Lucia · Saint Vincent en Grenadines · Salomonseilanden · Samoa · San Marino · Sao Tomé en Principe · Saoedi-Arabië · Senegal · Servië · Seychellen · Sierra Leone · Singapore · Slovenië · Slowakije · Soedan · Somalië · Spanje · Sri Lanka · Suriname · Swaziland · Syrië · Tadzjikistan · Tanzania · Thailand · Togo · Tonga · Trinidad en Tobago · Tsjaad · Tsjechië · Tunesië · Turkije · Turkmenistan · Tuvalu · Uruguay · Vanuatu · Venezuela · Verenigde Arabische Emiraten · Verenigde Staten · Vietnam · Wit-Rusland · Zambia · Zimbabwe · Zuid-Afrika · Zuid-Korea · Zweden · Zwitserland
Uitgesloten van deelname: Brunei